# Phylica arborea
Phylica arborea — невеликий чагарник або невелике дерево з вузькими голчастими темно-зеленими листками, пухнастими сріблястими на нижній стороні та з зеленувато-білими кінцевими квітками. Іноді може досягати 6-7 м у висоту. Він зустрічається на різних ізольованих островах, включаючи групу Трістан-да-Кунья і острів Гоф в південній частині Атлантичного океану, а також на острові Амстердам у південній частині Індійського океану.